# Phlebolobium maclovianum
Phlebolobium maclovianum är en korsblommig växtart som först beskrevs av D'urv., och fick sitt nu gällande namn av Otto Eugen Schulz. Phlebolobium maclovianum ingår i släktet Phlebolobium och familjen korsblommiga växter. IUCN kategoriserar arten globalt som starkt hotad. Inga underarter finns listade i Catalogue of Life.